# La Genuina
La Genuina fue un alzamiento militar en Venezuela del general Luciano Mendoza en septiembre de 1867 en el estado Bolívar contra Juan Crisóstomo Falcón.

## Historia
En diciembre lo siguen los generales Miguel Antonio Rojas en el estado Aragua y Pedro Arana en el estado Carabobo. Falcón envía a los generales Pedro Manuel Rojas al sudeste y a José Loreto Arismendi y José Eusebio Acosta al oriente. Manuel Ezequiel Bruzual queda a cargo del Estado Mayor.

### Final
Los rebeldes al mando del general Natividad Mendoza son vencidos en cerro La Esperanza, en Petare, por los generales gubernamentales Justo Valles y Vidal Rebolledo. Los rebeldes quedan obligados a limitarse a la actividad guerrillera. El 16 de octubre Antonio Guzmán Blanco negoció un acuerdo de paz con Mendoza. Dos días después se entregó el indulto.